# 수탉 (카타리나 프릿치)
《수탉》(Hahn/Cock 한콕[*])은 독일 미술가 카타리나 프릿치의 거대한 조각이다. 2013년 7월 25일 런던 트라팔가 광장의 네 번째 좌대에 설치되었다. 2015년 2월 철거되었다.

## 의미
프릿치는 제작에 2년 반이 소요된 이 수탉에 많은 해석의 가능성이 있다고 한다. “여성주의적 조각, 지금 여기서 작업 중인 나로부터 기원하지만 여자인 내가 뭔가 남성적인 것을 뽑아낸다. 역사적으로는 항상 남성들이 작업해왔고 이제 우리는 역할을 바꿔보고 있다. 그리고 많은 남자들이 그것을 즐긴다.” 그녀는 광장 주변 영역이 강하게 남성적 특징을 가지고 있다고 말했다. ‘제단 위에 서있는 남자들’의 수많은 조각상들과 함께 그리고 비즈니스의 중심으로서 런던의 위치와 함께 남성 지배적 문화가 있다고 언급했다. 조각은 트라팔가 광장의 다른 세 기둥의 기마상과 대조되어 유머러스는 조화를 의도한다. “유머는 항상 나에게 중요하다. 이것은 심각하게 하는 것에서 멈추게 한다. 나는 영국적 유머를 좋아한다. 이것은 종종 매우 어둡다.”
이 조각은 네 번째 기둥의 조각품을 선정하고 관리하는 전문가 패널로 구성된 위원회에 의해 선정되었다. 프릿치의 작품을 우승작으로 공개한 보도자료에서는 작품을 다음과 같이 설명하였다. “이 조각은 (중략) 다른 레벨에서 의사소통한다. 먼저 이것의 배치의 전형적 양상으로 고려된다. 회색으로만 이루어진 트라팔가 광장의 건축은 예기치 못한 강한 색상에 강약을 주며, 동물의 크기와 색상은 모든 상황을 초현실적이고 그야말로 색다른 것으로 만든다. 수탉은 또한 새로운 세대의 상징이고, 생물학적 결정론에 대한 사고와 남성 중심의 영국 사회를 반어적 표현으로 나타낸다.”
작품은 2013년 7월, 런던 시장 보리스 존슨에 의해 공개되었다. 그는 프랑스의 비공식적 국가적 엠블럼인 수탉의 아이러니를 짚어내며, 프랑스에 대한 영국의 승리를 광장에 기념하기 위해 세웠다고 하였다. 프릿치는 그 관계까지 의도했던 것은 아니라고 말했다. 프리칫는 자신이 힘과 부활을 대표하는 것으로 수탉을 선택했다고 말하며, “그러나 그것은 유머의 반작용에 대한 것이다 — 나폴레옹을 향한 승리를 축하하기 위해 놓여지는 프랑스적인 것. 나폴레옹이 수탉으로 돌아왔다!”라고 말했다. 존슨은 그의 연사에서 다음과 같이 말했다. “나는 프랑스 사람들이 이것을 영국의 지나친 애국주의로 받아들이지 않길 바란다 — 그러나 나에게 이것은 영국이 프랑스를 투르 드 프랑스에서 이룬 잇다른 두 번의 승리를 의미한다. (중략) 이것은 스포츠 프라이드의 상징이고, 런던에 대해 가져온 치킨과 같이 주어진 것이다. 우리는 우리의 제국 광장의 중심에서 프랑스 수탉을 오를 것이다.”
프릿치와 존슨은 작품명에서 성적인 중의성을 의도했다. 독일어 hahn과 영어 cock은 수탉과 남성 성기 양자를 의미한다. 그리고 프릿치는 이것이 의도적인 말장난이라고 했다. 그녀는 트라팔가 광장이 그것 자체로 다소 남성 중심적인 특성을 가지고 있다는 사실을 강조했다. “그것은 남성적 자세에 관한 것이다. 힘을 보여주고, 발기를 보여주는 것이다! 저 기둥을 그냥 보면 안다!” 존슨 시장은 “나는 저 새의 힘과 열정을 보여줄 수 있어 좋습니다. 제왕적인 느낌과 자신감이 묻어나지 않습니까?”라고 말했다.